# المحزمة
قرية المحزمة هي قرية تقع شمال محافظة سراة عبيدة -منطقة عسير -المملكة العربية السعودية.
تسكنها عائلات من قبيلة ال معمر وقبيلة المعمر هي قبيلة من القبائل التي تسكن محافظة سراة عبيدة وشيخهم هو الشيخ عبد الله بن سعد ال فردان وقبيلة ال معمر تعود إلى قبيلة عبيدة وعبيدة من قبيلة قحطان ويسكن معظم أفراد قبيلة عبيدة محافظة سراة عبيدة

## نائب قرية المحزمة
نائب القرية هو الشخص الذي يختارة أفراد القرية ليمثلهم أمام القبائل الأخرى، ويمثلهم أمام شيخ القبيلة وينوب عنهم في مراجعة الدوائر الحكومية في الأمور التي تخص جميع أفراد القرية، ونائب قرية المحزمة هو محمد بن علي ال حريد واختاره أفراد القرية نائبا بعد وفاة والده علي ال حريد.

## أنشطة مقامة في القرية
- أولا: حلقة عبد الله بن حميد لتحفيظ القرآن الكريم ومقرها جامع المحزمة الذي بني في تاريخ 1424هـ على نفقة أحد أبناء القرية(الشيخ سالم ابوقفره يرحمه الله) ويدرس في هذه الحلقة قرابة الأربعين طالبا وعددهم في نقصان وازدياد أحيانا، وعمر هذه الحلقة يمتد من عام 1415هـ تقريا، ويتولى تعليم الطلاب أحد المعلمين.
- ثانيا: حلقة النور النسائية لتحفيظ القرآن الكريم وهي تقام أيضا في جامع المحزمة ويمتد عمرها من عام1425هـ تقريبا.
- ثالثا: مخيم رمضاني يقيمة أبناء القرية ويمتد طيلة شهر رمضان المبارك.